# Johnston (Carolina del Sud)
Johnston és una població dels Estats Units a l'estat de Carolina del Sud. Segons el cens del 2000 tenia 2.336 habitants.

## Demografia
Segons el cens del 2000, Johnston tenia 2.336 habitants, 923 habitatges i 635 famílies. La densitat de població era de 359,3 habitants/km².
Dels 923 habitatges en un 30% hi vivien nens de menys de 18 anys, en un 41,6% hi vivien parelles casades, en un 22,6% dones solteres, i en un 31,2% no eren unitats familiars. En el 28,5% dels habitatges hi vivien persones soles el 12,4% de les quals corresponia a persones de 65 anys o més que vivien soles. El nombre mitjà de persones vivint en cada habitatge era de 2,53 i el nombre mitjà de persones que vivien en cada família era de 3,12.
Per edats la població es repartia de la següent manera: un 27,1% tenia menys de 18 anys, un 9,4% entre 18 i 24, un 26,7% entre 25 i 44, un 21,6% de 45 a 60 i un 15,2% 65 anys o més.
L'edat mediana era de 36 anys. Per cada 100 dones de 18 o més anys hi havia 82,1 homes.
La renda mediana per habitatge era de 25.570$ i la renda mediana per família de 29.531$. Els homes tenien una renda mediana de 25.521$ mentre que les dones 19.572$. La renda per capita de la població era de 12.671$. Entorn del 21,2% de les famílies i el 23,9% de la població estaven per davall del llindar de pobresa.

## Poblacions més properes
El següent diagrama mostra les poblacions més properes.